# John Williams
John Towner Williams (n. 8 februarie 1932, New York City, New York, SUA) este un compozitor, dirijor și pianist american. Într-o carieră de aproape șase decenii, Williams a compus unele dintre cele mai cunoscute coloane sonore din istoria filmului, inclusiv seria Star Wars, Jaws, Superman, seria Indiana Jones, E.T. the Extra-Terrestrial, Hook, Jurassic Park, Schindler's List, Home Alone și primele trei filme din seria Harry Potter. A avut o lungă colaborare cu regizorul Steven Spielberg, compunând muzica pentru toate filmele acestuia, exceptând două.
Alte lucrări importante ale lui Williams includ tema pentru patru Jocuri Olimpice, NBC Sunday Night Football, tema NBC Nightly News, rededicarea Statuii Libertății, tema pentru DreamWorks Pictures și seria TV Lost in Space. De asemenea, Williams a compus numeroase concerte clasice și a servit ca dirijor principal al orchestrei Boston Pops Orchestra între 1980 și 1993; în prezent este dirijorul laureat al acestei orchestre.
Williams a câștigat cinci Premii Oscar, patru Globuri de Aur, șapte Premii BAFTA și 21 de Premii Grammy. Cu 53 de nominalizări la premiile Oscar, Williams este pe locul 2 în topul persoanelor cu cele mai multe nominalizări după Walt Disney. John Williams a primit prestigiosul premiu Richard Kirk la ediția din 1999 a premiilor BMI Film and TV Awards. Premiul este acordat anual compozitorului care a adus contribuții importante muzicii de film și televiziune. Williams a fost inclus în Hollywood Bowl Hall of Fame în 2000 și a fost beneficiar al Kennedy Center Honors în 2004.

## Tinerețea și familia
John Williams s-a născut pe 8 februarie 1932 în Flushing (Queens), New York ca fiu al lui Esther și John Williams Sr. Tatăl său a fost percuționist de jazz care a cântat în Cvintetul Raymond Scott.
În 1948, familia Williams s-a mutat în Los Angeles unde John a studiat la North Hollywood High School, absolvind în 1950. A studiat apoi la University of California at Lost Angeles (UCLA) și a studiat în particular cu compozitorul italian Mario Castelnuovo-Tedesco. În 1952, Williams a fost recrutat în United States Air Force unde a dirijat și adaptat muzică pentru Air Force Band ca parte a sarcinilor sale.
După ce serviciul său pentru Air Force s-a încheiat în 1955, Williams s-a mutat în New York și a intrat la Juilliard School, unde a studiat pianul cu Rosina Lhévinne. În această perioadă, Williams a lucrat ca pianist de jazz în multe cluburi din New York și uneori în studiouri, în special pentru compozitorul Henry Mancini. Colegii săi de studio au inclus pe Rolly Bundock la bas, Jack Sperling la tobe și Bob Bain la chitară. Williams era cunoscut ca "Little Johnny Love" Williams la începutul anilor 1960 și a lucrat ca adaptor muzical și lider de trupă pentru o serie de albume ale cântărețului Frankie Laine.
Williams a fost căsătorit cu actrița Barbara Ruick din 1956 până la moartea acesteia pe 3 martie 1974. Împreuna cu Barbara, Williams a avut trei copii: Jennifer (născută în 1956), Mark (născut în 1958) și Joseph (născut în 1960). Fiul cel mic al lui John a fost membru al trupei Toto. Williams s-a căsătorit cu a doua lui soție, Samantha Winslow, pe 21 iulie 1980.

## Cariera de compozitor

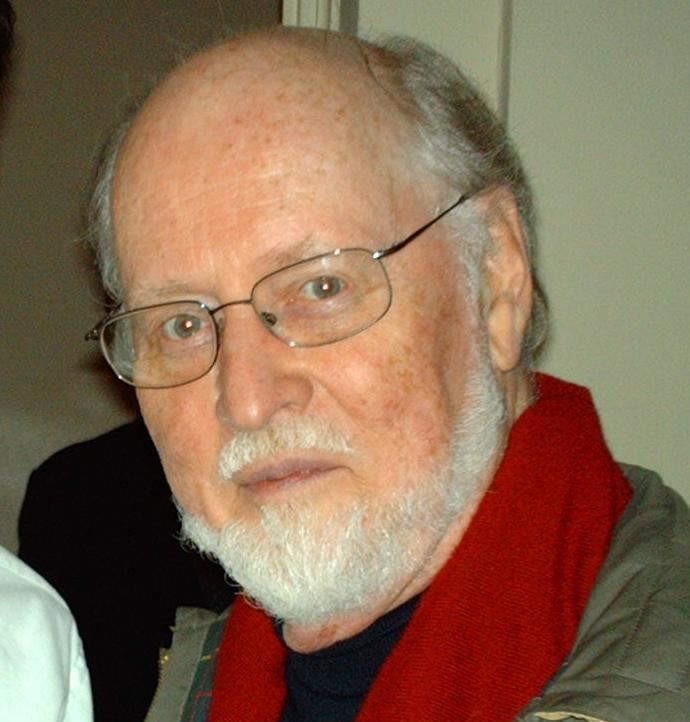
John Williams la Boston Symphony Hall după ce a dirijat Boston Pops, mai 2006

Deși cunoscător al multor stiluri compoziționale ale secolului al XX-lea, stilul cel mai cunoscut al lui Williams poate fi descris ca o formă de neoromantism, inspirat de muzica pentru orchestră mare de la sfârșitul secolului al XIX-lea - în special stilul compozitorului Richard Wagner și conceptul său de laitmotiv.
După ce și-a terminat studiile la Juilliard, Williams s-a întors în Los Angeles unde a început să lucreze ca orchestrator pentru studiourile de film. Printre alții, Williams a lucrat cu compozitorii Franz Waxman, Bernard Herrmann și Alfred Newman. De asemenea, Williams a fost și pianist de studio, interpretând pentru coloanele sonore unor compozitori precum Jerry Goldsmith, Elmer Bernstein și Henry Mancini. Williams a înregistrat cu Henry Mancini coloanele sonore pentru Peter Gunn (1959), Days of Wine and Roses (1962) și Charade (1963). Williams (adesea trecut ca Johnny Williams) a compus muzica pentru diferite programe TV în anii 1960: primul episod al serialului Gilligan Island, Kraft Suspense Theatre, Lost in Space (1965-1968), The Time Tunnel (1966-1967) și Land of the Giants.
În timp ce lucra la Universal Studios, Williams a fost trecut în genericul a numeroase filme, cel mai important fiind The Creature from the Black Lagoon din 1954. Prima compoziție importantă pentru film a lui Williams a fost pentru filmul de categoria B Daddy-O în 1958 iar doi ani mai târziu a fost trecut prima dată în generic pentru filmul Because They're Young. A atras curând atenția Hollywood-ului pentru abilitățile sale de a compune muzică jazz, pentru pian și muzică simfonică. Williams a primit prima sa nominalizare la Premiile Oscar pentru coloana sonoră a filmului Valley of the Dolls (1967) și a fost nominalizat din nou pentru Goodbye, Mr. Chips (1969). Williams a câștigat primul său premiu Oscar pentru muzica sa adaptată a filmului Fiddler on the Roof (1971). În 1972 a compus muzica pentru thriller-ul psihologic al lui Robert Altman, Images (înregistrat împreună cu celebrul percuționist Stomu Yamashta) care i-a adus o nouă nominalizare la ediția din 1973 a premiilor Oscar. La începutul anilor 1970 reputația lui Williams a crescut mulțumita coloanelor sale sonore compuse pentru filmele de dezastru al producătorului Irwin Allen, compunând muzica pentru The Poseidon Adventure (1972) și The Towering Inferno (1974). De asemenea, a compus muzica pentru filmul Universal, Earthquake (1974) pentru regizorul Mark Robson, completând astfel o "triadă" de coloane sonore pentru cele mai de succes filme de dezastru ale deceniului. În plus, a compus o coloană sonoră foarte memorabilă pentru filmul The Cowboys (1972), un film western având în rol principal pe John Wayne și regizat de Mark Rydell.
În 1974, Williams a fost contactat de regizorul Steven Spielberg pentru a compune muzica filmului ce a marcat debutul său regizoral, The Sugarland Express. Tânărul regizor a fost impresionat de muzica lui Williams pentru filmul The Reivers (1969) iar Spielberg l-a convins pe Williams să compună muzica pe care o dorea pentru oricare dintre filmele sale. S-au reunit anul următor pentru al doilea film al lui Spielberg, Jaws. Unanim considerat un thriller clasic, tema principală formată din două note a devenit sinonimă cu rechinii și cu pericolul care se apropie. Muzica pentru Jaws i-a adus lui Williams al doilea premiu Oscar, primul pentru coloană sonoră originală.
La puțin timp dupa aceea, Williams și Spielberg au colaborat pentru următorul lor film, Close Encounters of the Third Kind (1977). Într-un mod neobișnuit pentru un film de la Hollywood, Spielberg și Williams au dezvoltat scenariul și conceptele muzicale concomitent, deoarece acestea erau strâns legate în film. În timpul colaborării lor de doi ani, au creat tema distinctivă formată din cinci note care are rol atât de muzica de fundal cât și de mod de comunicare al extratereștrilor.
În aceeași perioadă, Spielberg l-a recomandat pe Williams prietenului său și regizorului George Lucas, care avea nevoie de un compozitor pentru ambițiosul său film epic, Star Wars (1977). Williams a oferit o coloană sonoră orchestrală în stilul lui Richard Strauss și al compozitorilor din Epoca de Aur a Hollywood-ului, Max Steiner și Erich Wolfgang Korngold. Tema principală, "Luke's Theme", este printre cele mai cunoscute din istoria filmului iar "Force Theme" și "Princess Leia's Theme" sunt exemple clasice de laitmotiv. Atât filmul cât și coloana sonoră au avut un succes masiv iar Williams a câștigat încă un premiu Oscar. În 1980, Williams s-a întors pentru a compune muzica din The Empire Strikes Back, unde a introdus "The Imperial March" ca temă pentru Darth Vader și Imperiul Galactic. Trilogia originală Star Wars s-a încheiat în 1983 cu filmul Return of the Jedi, unde Williams a introdus tema "Emperor's Theme", "Parade of the Ewoks" și "Luke and Leia". Ambele coloane sonore i-au adus lui Williams nominalizări la premiile Oscar.
Williams a colaborat cu regizorul Richard Donner pentru a compune muzica din filmul Superman (1978). Temele eroice și romantice ale coloanei sonore, în special marșul principal, fanfara Superman și tema de dragoste, cunoscută sub titlul "Can You Read My Mind" au fost folosite în toate filmele Superman ulterioare. Pentru filmul din 1981, Raiders of the Lost Ark, Williams a compus o temă principală răsunătoare cunoscută sub titlul "The Raiders March" pentru a acompania eroul filmului. A compus teme separate pentru a reprezenta Chivotul Legii, personajul Marion și pe naziști. Teme suplimentare au fost compuse pentru celelalte filme din serie, Indiana Jones and the Temple of Doom (1984), Indiana Jones and the Last Crusade (1989) și Indiana Jones and the Kingdom of the Crystal Skull (2008). Williams a compus o muzică emoționantă și sensibilă pentru filmul fantastic al lui Spielberg din 1982, E.T. the Extra-Terrestrial. Muzica transmite ideea filmului de inocență copilarească, în special o temă vioaie pentru libertatea zborului și o temă bazata pe coarde și harpă pentru a reprezenta prietenia dintre Elliot și E.T. Ultimele două secvențe ale filmului au marcat o situație rară în istoria filmului, aceea că muzica era înregistrată iar apoi filmul era modificat pentru a se potrivi cu muzica. Williams a primit al patrulea său premiu Oscar pentru această coloană sonoră.
Filmul din 1985, The Color Purple este singurul film al lui Spielberg pentru care Williams nu a compus muzica. Producătorul filmului, Quincy Jones, a dorit să compună și să adapteze personal muzica pentru film. De asemenea, Williams nu a compus muzica pentru Twilight Zone: The Movie, dar Spielberg nu a regizat decât o secvență din film. Producătorul și regizorul principal al filmului, John Landis, l-a ales pe Jerry Goldsmith să compună muzica. Colaborarea dintre Spielberg și Williams a fost reluată în 1987 pentru filmul Empire of the Sun și a continuat până în prezent, cuprinzând genuri ca thriller science fiction (Jurassic Park, 1993) sau tragedii sobre (Schindler's List din 1993 și Munich din 2005). Spielberg a spus "Este un privilegiu onorabil să-l numesc pe John Williams un prieten".
În 1999, George Lucas a lansat o serie de "prequel" pentru trilogia originală Star Wars. I-a cerut lui Williams să compună muzica pentru toate cele trei filme, începând cu The Phantom Menace. Alături de temele din filmele precedente, Williams a creat noi teme care vor fi folosite ca laitmotive în Attack of the Clones (2002) și Revenge of the Sith (2005). Cel mai important dintre acestea a fost "Duel of the Fates", o muzică corală agresivă folosind versuri din sanscrită. La fel de importantă a fost "Anakin's Theme", care începe ca o melodie copilărească dar se transformă într-o idee a sinistrei "Imperial March". Pentru Attack of the Clones, Williams a compus "Across the Stars", o temă de dragoste pentru Padmé Amidala și Anakin Skywalker (oglindind tema de dragoste din al doilea film al trilogiei originale, The Empire Strikes Back). Ultimul film din trilogia nouă a combinat multe dintre temele celor cinci filme anterioare precum și noi teme pentru General Grievous și pentru punctul culminant al filmului, numit "Battle of the Heroes". Puțini compozitori au compus muzica pentru o serie de o asemenea mărime. Toate cele șase filme din seria Star Wars însumeaza peste 14 ore de muzică.
În noul mileniu, Williams a fost contactat pentru a compune muzica din adaptarea cinematografică a seriei Harry Potter. A compus muzica pentru primele trei filme ale seriei cinematografice. La fel ca și tema pentru Superman, cea mai importantă temă a lui Williams din Harry Potter, numită "Hedwig's Theme", a fost folosită în toate filmele ulterioare pentru care Williams nu a compus muzica (Harry Potter and the Goblet of Fire, Harry Potter and the Order of the Phoenix, Harry Potter and the Half-Blood Prince, Harry Potter and the Deathly Hallows, Part 1 și Harry Potter and the Deathly Hallows, Part 2), compuse de Patrick Doyle, Nicholas Hooper și Alexandre Desplat. La fel ca și temele sale principale pentru Jaws, Star Wars și Indiana Jones, fanii au ajuns să identifice filmele Harry Potter cu muzica lui Williams. I s-a cerut să revină pentru a compune muzica din ultimul film al seriei, Harry Potter and the Deathly Hallows, Part 2 dar regizorul David Yates a declarat că "programele lor nu erau compatibile" deoarece trebuia să-i prezinte lui Williams o variantă brută a filmului mai devreme decât era posibil.
În 2008, Williams s-a întors la seria Indiana Jones pentru a compune muzica pentru cel de-al patrulea film, Indiana Jones and the Kingdom of the Crystal Skull. Piesa "The Adventures of Mutt" de pe această coloană sonoră i-a adus lui Williams un Premiu Grammy pentru Cea mai bună compoziție instrumentală. Este singura coloană sonoră din seria Indiana Jones care să nu fie nominalizată la Oscar. În 2008, a compus muzica pentru două documentare, Warner at War și A Timeless Call, ultimul regizat de Steven Spielberg. 
Williams a compus muzica pentru The Adventures of Tintin: Secret of the Unicorn, film ce a fost lansat pe 21 decembrie 2011, primul film din trilogia cinematografică bazată pe benzile desenate ale lui Hergé. Filmul continuă colaborarea sa cu regizorul Steven Spielberg și a lucrat cu producătorul Peter Jackson pentru prima dată. După Tintin a terminat muzica pentru filmul War Horse, regizat de Steven Spielberg, pentru care a primit a 22-a nominalizare la Globurile de Aur. Pe data de 24 ianuarie 2012 muzica lui Williams pentru The Adventures of Tintin: The Secret of the Unicorn și War Horse au fost nominalizate la premiile Oscar. Prin această realizare, a trecut pe locul 2 în topul persoanelor cu cele mai multe nominalizări, după Walt Disney. 
În 2012 Williams a compus muzica pentru filmul Lincoln, film ce a marcat a 26-a colaborare a sa cu regizorul Steven Spielberg. Atât filmul cât și coloana sonoră au primit recenzii pozitive iar pentru muzica sa Williams a primit a 48-a nominalizare la Premiile Oscar plus o nouă nominalizare la Premiile BAFTA și Globurile de Aur.

## Dirijor și interpret

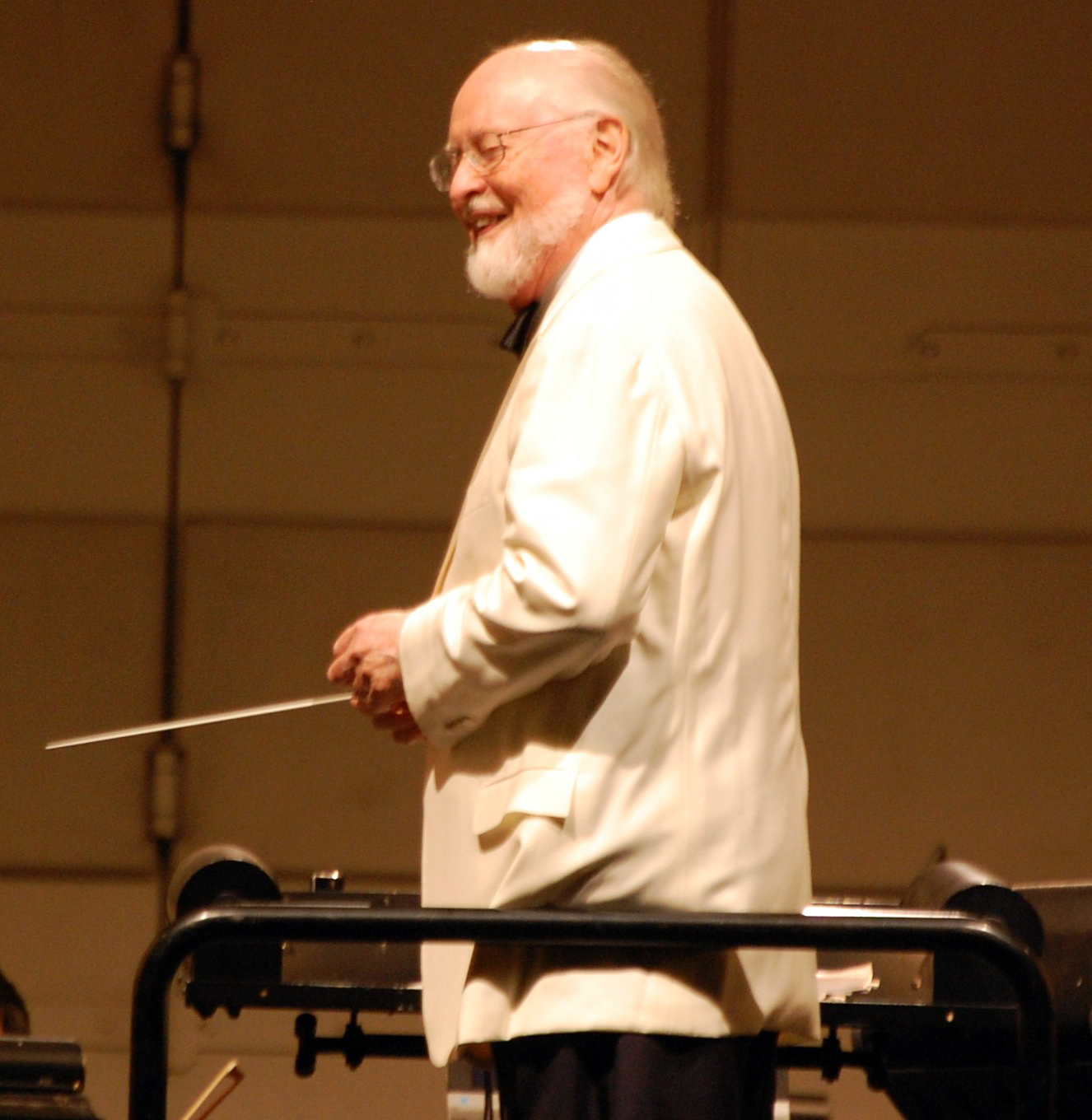
John Williams dirijând la Hollywood Bowl, septembrie 2009

Din 1980 și până în 1993, Williams a fost succesorul lui Arthur Fiedler ca dirijor principal al Boston Pops Orchestra. Williams nu l-a cunoscut niciodată pe Fiedler personal dar a vorbit cu el la telefon. Sosirea sa în calitate de dirijor principal în primăvara anului 1980 i-au permis ca orchestra să interpreteze o parte din noile sale compoziții pentru The Empire Strikes Back, împreună cu piese preferate ale publicului din perioada Fiedler.
Williams aproape a terminat asocierea sa cu Boston Pops în 1984. Considerată o practică normală de exprimare a opiniei, o parte dintre instrumentiști au comentat în timp ce citeau notele unei noi compoziții Williams în timpul repetițiilor; Williams a părăsit brusc sesiunea și și-a depus demisia. Inițial a citat conflictul cu calendarul său compozițional ca fiind motivul demisiei dar mai târziu a recunoscut că lipsa de disciplină și respect din partea instrumentiștilor a fost principalul motiv. După rugămințile conducerii și scuzele personale ale interpreților, Williams și-a retras demisia și a continuat să fie dirijorul principal timp de încă nouă ani. În 1995 a fost urmat de Keith Lockhart, fost dirijor al Cincinnati Symphony Orchestra și Cincinnati Pops Orchestra.
Williams este acum dirijorul laureat al orchestrei, menținându-și astfel afiliația și cu orchestra mare, Orchestra Simfonică din Boston. Williams dirijează orchestra Pops la câteva ocazii anual, în special în perioada sărbătorilor și pentru o săptămână de concerte în luna mai.
Williams a compus multe lucrări concertistice, inclusiv o simfonie; un Concert pentru corn compus pentru Dale Clevenger, cornistul principal al Orchestrei Simfonice din Chicago; un Concert pentru clarinet compus pentru Michele Zukovsky (clarinetista principală a Orchestrei Filarmonicii din Los Angeles) în 1991; o sinfonietta pentru ansamblu de suflători; un Concert pentru violoncel interpretat de Yo-Yo Ma și Orchestra Simfonică din Boston la Tanglewood în 1994; concerte pentru flaut și vioară înregistrate de Orchestra Simfonică din Londra; și un Concert pentru trompetă, care a avut premiera în interpretarea Orchestrei Simfonice din Cleveland și a trompetistului principal Michael Sachs în septembrie 1996. Concertul său pentru fagot, "Five Sacred Trees", care a avut premiera în interpretarea Orchestrei Filarmonicii din New York și a lui Judith LeClair în 1995, a fost înregistrată pentru Sony Classical de către Williams împreună cu LeClair și Orchestra Simfonică din Londra. De asemenea, este și un pianist desăvârșit, după cum se poate observa în coloanele sonore unde furnizează părțile solo pentru pian. 

## Alte compoziții
Pe lângă filmografia sa masivă, John Williams a compus și alte lucrări, inclusiv piese de televiziune, concerte și teme de sărbătoare.

### Jocurile Olimpice
- 1984 - Tema Jocurilor Olimpice de Vară de la Los Angeles
- 1988 - Tema Jocurilor Olimpice de Vară de la Seul
- 1996 - Tema Jocurilor Olimpice de Vară de la Atlanta, temă compusă cu ocazia împlinirii a 100 de ani de la înființarea Jocurilor Olimpice
- 2002 - Tema Jocurilor Olimpice de Iarnă de la Salt Lake City

### Concerte
- 1969: Concert pentru flaut și orchestră
- 1976: Concert pentru vioară și orchestră
- 1985: Concert pentru tubă și orchestră
- 1991: Concert pentru clarinet și orchestră
- 1993: Concert pentru fagot și orchestră The Five Sacred Trees
- 1994: Concert pentru violoncel și orchestră
- 1996: Concert pentru trompetă și orchestră
- 2000: TreeSong pentru vioară și orchestră
- 2002: Heartwood: Lyric Sketches pentru violoncel și orchestră
- 2003: Concert pentru corn și orchestră
- 2007: Duet concertant pentru vioară și violă
- 2009: On Willows and Birches pentru harpă și orchestră
- 2011: Concert pentru oboi și orchestră

### Alte lucrări orchestrale
- 1965: Preludiu și fugă
- 1965: Simfonia nr. 1
- 1975: Thomas and the King (musical)
- 1980: Jubilee 350 Fanfare
- 1986: Liberty Fanfare
- 1988: Fanfare for Michael Dukakis
- 1988: For New York
- 1990: Celebrate Discovery
- 1993: Sound the Bells!
- 1994: Song for World Peace
- 1995: Variațiuni pe Happy Birthday
- 1999: American Journey
- 2003: Soundings
- 2007: Star Spangled Banner
- 2008: A Timeless Call
- 2012: Fanfare for Fenway

### Muzică de cameră
- 1997: Elegie pentru violoncel și pian
- 2001: Trei piese pentru violoncel solo
- 2009: Air and Simple Gifts pentru vioară, violoncel, clarinet și pian
- 2011: Cvartet La Jolia pentru vioară, violoncel, clarinet și harpă
- 2012: Rounds pentru chitară solo

## Premii, nominalizări și onoruri
John Williams a câștigat cinci premii Oscar și patru Globuri de Aur. A fost nominalizat de 22 de ori la Globuri și de 61 de ori la premiile Grammy. Cu cele 53 de nominalizări la Oscar, Williams deține în prezent cel mai mare număr de nominalizări pentru o persoană în viață. Este de asemenea pe locul doi în topul persoanelor cu cele mai multe nominalizări. 42 dintre nominalizările lui John sunt pentru coloană sonoră originală și cinci pentru melodie originală. Toate cele cinci trofee sunt din prima categorie.
Williams a câștigat de asemenea și trei premii Emmy din șase nominalizări, șapte premii BAFTA, douăzeci de premii Grammy și a fost inclus în Galeria Celebrităților Muzicii Clasice Americane și în Galeria Celebrităților de la Hollywood. În 2004 a primit premiul de onoare "Kennedy", acordat persoanelor care au contribuit la dezvoltarea culturii americane.
Muzica sa pentru filmul Star Wars a fost declarată în 2005 de către Institutul American de Film ca fiind cea mai bună coloană sonoră a tuturor timpurilor. În această listă mai sunt incluse încă două coloane sonore ale lui John: Jaws (locul 6) și E.T (locul 14). De asemenea, următoarele coloane sonore ale Williams au fost nominalizate pentru această listă:
- A.I. Artificial Intelligence (2001)
- Close Encounters of the Third Kind (1977)
- The Cowboys (1972)
- Harry Potter and the Sorcerer's Stone (2001)
- Raiders of the Lost Ark (1982)
- Schindler's List (1993)
- Superman (1978)
- The Witches of Eastwick (1987)

### Premiile Oscar
- 1968 - Valley of the Dolls
- 1970
  - Goodbye, Mr. Chips
  - The Reivers
- 1972 - Fiddler on the Roof
- 1973
  - Images
  - Aventura lui Poseidon (film din 1972) (The Poseidon Adventure)
- 1974
  - Tom Sawyer
  - Cinderella Liberty (cea mai bună coloană sonoră)
  - Cinderella Liberty (cea mai bună melodie)
- 1975 - The Towering Inferno
- 1976 - Jaws
- 1978
  - Star Wars
  - Close Encounters of the Third Kind
- 1979 - Superman
- 1981 - Star Wars Episode V: The Empire Strikes Back
- 1982 - Raiders of the Lost Ark
- 1983
  - E.T. the Extra-Terrestrial (cea mai bună coloană sonoră)
  - Yes, Giorgio (cea mai bună melodie)
- 1984 - Star Wars Episode VI: Return of the Jedi
- 1985
  - The River
  - Indiana Jones and the Temple of Doom
- 1988
  - The Witches of Eastwick
  - Empire of the Sun
- 1989 - The Accidental Tourist
- 1990
  - Indiana Jones and the Last Crusade
  - Born on the Fourth of July
- 1991
  - Home Alone (cea mai bună coloană sonoră)
  - Home Alone (cea mai bună melodie)
- 1992
  - JFK
  - Hook (cea mai bună melodie)
- 1994 - Schindler's List
- 1996
  - Nixon
  - Sabrina (cea mai bună coloană sonoră)
  - Sabrina (cea mai bună melodie)
- 1997 - Sleepers
- 1998 - Amistad
- 1999 - Saving Private Ryan
- 2000 - Angela's Ashes
- 2001 - The Patriot
- 2002
  - Artificial Intelligence: A.I.
  - Harry Potter and the Sorcerer's Stone
- 2003 - Catch Me If You Can
- 2005 - Harry Potter and the Prisoner of Azkaban
- 2006
  - Munich
  - Memoirs of a Geisha
- 2012
  - The Adventures of Tintin: The Secret of the Unicorn
  - War Horse
- 2013 Lincoln

### Globurile de Aur
- 1973 - The Poseidon Adventure
- 1974 - Cinderella Liberty
- 1975 - Earthquake
- 1976 - Jaws
- 1978
  - Star Wars
  - Close Encounters of the Kind
- 1979 - Superman
- 1981 - Star Wars Episode V: The Empire Strikes Back
- 1983
  - E.T. the Extra-Terrestrial
  - Yes, Giorgio (nominalizare pentru cea mai bună melodie)
- 1985 - The River
- 1988 - Empire of the Sun
- 1989 - The Accidental Tourist
- 1990 - Born on the Fourth of July
- 1994 - Schindler's List
- 1996 - Sabrina (nominalizare pentru cea mai bună melodie)
- 1998 - Seven Years in Tibet
- 1999 - Saving Private Ryan
- 2000 - Angela's Ashes
- 2002 - Artificial Intelligence: A.I.
- 2006 - Memoirs of a Geisha
- 2012 - War Horse
- 2013 - Lincoln

### Premiile Grammy
- 1962 - Checkmate
- 1976 - Jaws
- 1978 - Star Wars
  - Cea mai bună înregistrare instrumentală pop
  - Cea mai bună compoziție instrumentală
  - Cea mai bună coloană sonoră
- 1979 - Close Encounters of the Third Kind
  - Cea mai bună compoziție instrumentală
  - Cea mai bună coloană sonoră
- 1980 - Superman
  - Cea mai bună compoziție instrumentală
  - Cea mai bună coloană sonoră
- 1981 - Star Wars: Episode V - The Empire Strikes Back
  - Cea mai bună compoziție instrumentală
  - Cea mai bună coloană sonoră
- 1982 - Raiders of the Lost Ark
- 1983 - E.T. the Extra-Terrestrial
  - Cea mai bună compoziție instrumentală
  - Cea mai bună coloană sonoră
  - Cel mai bun aranjament al unei înregistrări instrumentale
- 1984
  - Star Wars: Episode VI - Return of the Jedi
  - Olympic Fanfare and Theme (cea mai bună compoziție instrumentală)
- 1988 - The Witches of Eastwick
- 1989 - Empire of the Sun
- 1990 - Indiana Jones and the Last Crusade
- 1992 - Home Alone (cea mai bună melodie)
- 1993 - Hook
- 1994 - Jurassic Park
- 1995 - Schindler's List
- 1997 - Sabrina (cea mai bună melodie)
- 1998
  - Seven Years in Tibet
  - The Lost World: Jurassic Park
- 1999
  - Amistad
  - Saving Private Ryan
- 2000
  - Star Wars: Episode I - The Phantom Menace
  - Angela's Ashes (cea mai bună compoziție instrumentală)
- 2002 - Artificial Intelligence: A.I.
- 2003 - Harry Potter and the Sorcerer's Stone
- 2004
  - Catch Me If You Can
  - Harry Potter and the Chamber of Secrets
- 2005 - Harry Potter and the Prisoner of Azkaban
- 2006 - Star Wars: Episode III - Revenge of the Sith
- 2007
  - Memoirs of a Geisha
  - Munich (cea mai bună compoziție instrumentală)
  - Munich (cea mai bună coloană sonoră)
- 2009 - Indiana Jones and the Kingdom of the Crystal Skull
  - Cea mai bună compoziție instrumentală
  - Cea mai bună coloană sonoră
- 2013 - The Adventures of Tintin: Secret of the Unicorn

### Premiile BAFTA
- 1976 - Jaws
- 1979
  - Star Wars
  - Close Encounters of the Third Kind
- 1981 - Star Wars: Episode V: The Empire Strikes Back
- 1982 - Raiders of the Lost Ark
- 1983 - E.T. the Extra-Terrestrial
- 1989 - Empire of the Sun
- 1994 - Schindler's List
- 1999 - Saving Private Ryan
- 2003 - Catch Me If You Can
- 2006 - Memoirs of a Geisha
- 2012 - War Horse
- 2013 - Lincoln

### Premiile Emmy
- 1962 - Alcoa Premiere
- 1963 - Alcoa Premiere
- 1969 - Heidi
- 1972 - Jane Eyre
- 2002 - The 74th Annual Academy Awards
- 2009 - Great Performances